# Psilocybe azurescens
Espèce
Classification phylogénétique
Psilocybe azurescens est un champignon hallucinogène dont les principaux composants actifs sont la psilocybine et la psilocine. Il fait partie des plus puissants champignons à dérivés tryptaminiques, contenant jusqu'à 1,8 % de psilocybine, 0,5 % de psilocine et 0,4 % de baéocystine du poids sec total. Cependant les concentrations moyennes sont d'environ 1,1 % de psilocybine et 0,15 % de psilocine.

## Description
Décomposeur du bois.

## Propriétés